# Liste der Kulturdenkmäler in Menningen (an der Prüm)
In der Liste der Kulturdenkmäler in Menningen sind alle Kulturdenkmäler der rheinland-pfälzischen Ortsgemeinde Menningen aufgeführt. Grundlage ist die Denkmalliste des Landes Rheinland-Pfalz (Stand: 27. Juni 2022).

## Einzeldenkmäler
| Bezeichnung                         | Lage                        | Baujahr                  | Beschreibung | Bild                           |
| ----------------------------------- | --------------------------- | ------------------------ | --- | ------------------------------ |
| Katholische Filialkirche St. Agathe | Hauptstraße, Neustraße Lage | 12. oder 13. Jahrhundert | kleiner Saalbau, 12. oder 13. Jahrhundert, 1688 und 1842 umgebaut | weitere Bilder Fotos hochladen |
| Hofanlage                           | Hauptstraße 17 Lage         | ab 1817                  | Winkelhof; Scheune bezeichnet 1817, Wohnhaus bezeichnet 1832, Stalltrakt aus der Mitte des 19. Jahrhunderts, Stall mit Futterküche aus der zweiten Hälfte des 19. Jahrhunderts | BW                             |
| Quereinhaus                         | Hauptstraße 23 Lage         | 1849                     | Wohnteil eines Quereinhauses, bezeichnet 1849 | BW                             |
| Wegekreuz                           | nordöstlich des Ortes Lage  | 1848                     | Schaftkreuz, bezeichnet 1848 | Fotos hochladen                |
| Menninger Viadukt                   | südwestlich des Ortes Lage  | um 1915                  | Eisenbahnbrücke der Nimstalbahn über das untere Essbachtal bei Streckenkilometer 24; Teil der bis 1915 vollendete Eisenbahnstrecke von Bitburg-Erdorf nach Irrel               | Fotos hochladen                |